# Роде, Гельмут
Гельмут Ро́де (нем. Helmut Rohde; 9 ноября 1925, Ганновер — 16 апреля 2016) — западногерманский государственный деятель, член СДПГ. федеральный министр образования и науки ФРГ (1974—1978). Герберт Венер называл его «архитектором и пионером социального государства».

## Биография

### Образование и начало карьеры
Вырос в рабочей среде в Ганновере. Отец Август Роде, слесарь на верфи, был социал-демократом и профсоюзным деятелем, с 1918 года считался доверенным лицом НСДПГ в Киле. После прихода к власти национал-социалистов в 1933 году Август Роде на долгие годы остался без работы.
Гельмут Роде окончил народную школу с хорошими результатами и поступил в реальное училище. В 1943 году поступил на работу по распоряжению Имперской службы труда, затем был призван в вермахт. В 1945 году вернулся из плена и некоторое время проработал в Continental AG в Ганновере, затем увлёкся журналистикой. В 1945 году вступил в СДПГ. При содействии профсоюза печатников Роде получил место у Фрица Хайне в пресс-службе правления СДПГ в Ганновере. В 1947 году Гельмут Роде обучался на добровольных началах в редакции новостного агентства Deutscher Pressedienst и затем работал редактором DPA в Ганновере.
В 1950—1953 годах изучал политологию и экономику в Высшей школе труда, политики и экономики в Вильгельмсхафене. В 1953—1957 годах работал пресс-референтом при министре социального обеспечения земли Нижняя Саксония Генрихе Альберце.

### Политическая карьера
Член СДПГ с 1945 года. Он был председателем ганноверской организации Союза молодых социалистов и социалисток в СДПГ и членом правления земельного отделения партии в Ганновере.
С 1973 по 1984 год являлся федеральным председателем временной группы СДПГ по вопросам наемных работников, членом комитета по социальной политике при председателе СДПГ (1975—1983).
В 1957—1987 годах избирался депутатом бундестага. В 1979—1983 годах являлся заместителем председателя фракции СДПГ. В 1964—1965 годах также являлся депутатом Европейского парламента.
В 1969—1974 годах в правительстве Вилли Брандта занимал должность статс-секретаря при федеральном министре труда и социального порядка Вальтера Арендта и принимал активное участие в подготовке закона о содействии трудоустройству. В первом правительстве федерального канцлера Гельмута Шмидта занял должность федерального министра образования и науки. В этот период были приняты законы об общих принципах организации высшей школы, профессиональном образовании и содействии трудоустройству в сфере образования. В результате реорганизации кабинета министров Роде вышел из состава правительства 16 февраля 1978 года и посвятил себя в дальнейшем парламентской работе, концентрируясь на вопросах социально-экономического развития.